# Yvonne van Gennip
Yvonne Maria Therèse van Gennip (Haarlem, 1º maggio 1964) è un'ex pattinatrice di velocità su ghiaccio olandese.
Ha partecipato a tre edizioni dei giochi olimpici invernali (1984, 1988 e 1992) conquistando tre medaglie d'oro, tutte a Calgary 1988.

## Palmarès
Olimpiadi
- 3 medaglie:
  - 3 ori (1500 m a Calgary 1988, 3000 m a Calgary 1988, 5000 m a Calgary 1988)

Mondiali
- 3 medaglie:
  - 1 argento (Skien 1988)
  - 2 bronzi (West Allis 1987, Lake Placid 1989)

Europei
- 5 medaglie:
  - 3 argenti (Groningen 1985, Geihus 1986, Groningen 1987)
  - 2 bronzi (Kongsberg 1988, Sarajevo 1991)

Mondiali junior
- 2 medaglie:
  - 1 argento (Innsbruck 1982)
  - 1 bronzo (Elverum 1981)